# Eugen Corrodi
Eugen Corrodi {2 de julho de 1922 - 7 de setembro de 1975) foi um futebolista suíço que atuava como goleiro.

## Carreira
Eugen Corrodi fez parte do elenco da Seleção Suíça de Futebol, na Copa do Mundo de 1950 no Brasil.